# Wærn (släkt)
Wærn är en svensk släkt med sitt ursprung från Ebeltoft på Jylland i Danmark, där stamfadern Rasmus Wærn var fiskare. Dennes son hette också Rasmus Wærn (död 1671). 
- Rasmus Wærn (död 1671) var rådman i Ebeltoft samt gift med Ane Andersdatter.
  - Mads Wærn (1625-1664), rådman i Århus. Gift med Sidsel Sørensdatter Clemensen (död 1669).
    - Morten Madsen (död 1711). Gift 1:o med Karen Hansdatter (död 1694) och 2:o med Christine Knutsdatter Friis (född 1666).
      - Peder Wærn (1688-1738), köpman i Fredrikshald i Norge. Gift med Christine Colbjørnsdatter (1693-1764).
        - Mathias Wærn (1725-1788), köpman och bruksägare. Gift 1768 med Maria Uggla (1747-1816). Han flyttade till Sverige 1767, där han bosatte sig som jordbrukare på Högen i Steneby församling i Älvsborgs län och blev ägare till hälften av Billingsfors bruk på nyssnämnda gårds ägor.
          - Leonard Magnus Wærn (1770-1868), brukspatron. Från honom utgår den Äldre grenen av släkten Wærn.
          - Carl Fredrik Wærn (1787-1858), bruksägare. Från honom utgår den Yngre grenen. Han gifte sig 1818 med Betty Melin (1802-1875) och blev far till Carl Fredrik Wærn (1819-1899).